# Szappanos-kúria (Városföld)
A városföldi Szappanos-kúria 1924-25-ben épült. Építtetője Szappanos VI. István  földbirtokos (1899-1986) volt. Tervezője vitéz Szappanos Jenő, akkor Kecskemét város főépítésze, az ő tervei alapján építtette fel rokona ezt a vidéki házat, nyaralót, melyet inkább csak a mai kor lát “kúriának” (kiskastély). Közel 39 511 m²-es telken 312 m²-es épület. Az épület a Kecskeméttől nem messze, Városföld községhez tartozó, egykori  Dózsa Tsz lakótelepe mellett van. Az épületet 1944-ig az építtető és családja lakta, egyben ez volt a családi gazdaság központja, itt indult annak idején az első gőzgép. 
A bevonuló oroszok kirabolták. Az üresen álló kúria 1948-ig termelőszövetkezeti kezelésben állt, majd 1948 és 1973 között általános iskola működött falai között. Ezután Kecskemét város alakíttatta át továbbképző központnak. 1994-ben felújították és közigazgatási hivatalnokok képzésére, illetve vendégházként használták. Majd eladták egy budapesti vásárlónak, aki panziót alakított ki, de az üzemeltetésre kevés figyelmet fordított, így a vállalkozás megbukott, a berendezést széthordták.